# Bruno Felix
 (octobre 2018).
Bruno Felix, né le 8 août 1967 à Haarlem, est un producteur néerlandais.

## Filmographie
- 2006 : Bloot: Seks de Mischa Kamp
- 2006 : Viktor & Rolf: Because We're Worth It! de Femke Wolting
- 2007 : Satellite Queens de Bregtje van der Haak
- 2008 : Molotov Alva and His Search for the Creator de Douglas Gayeton[2]
- 2008 : Rembrandt's J'accuse de Peter Greenaway[3]
- 2009 : Life Is Beautiful de Mark de Cloe et Jeroen Berkvens[4]
- 2009 : Another Perfect World de Femke Wolting et Jorien van Nes
- 2010 : In A Forest de Fons Schiedon[5]
- 2011 : Off the Grid de Alexander Oey[6]
- 2011 : Shock Head Soul de Simon Pummell[7]
- 2011 : Meet the Fokkens de Gabrielle Provaas et Rob Schröder[8]
- 2012 : Peace vs. Justice de Klaartje Quirijns[9]
- 2012 : The Successor of Kakiemon de Suzanne Raes[10]
- 2012 : Poor Us - An Animated History of Poverty de Ben Lewis
- 2012 : Keep on Steppin de Marjoleine Boonstra
- 2013 : Unspeak de Tommy Pallotta, Menno Otten, Jennifer Abbott, Geert Van De Wetering, Marija Jacimovic, Benoit Detalle et Rob Schröder
- 2013 : Picnic With Cake - The Frog And The Lizard de Tom van Gestel, Mascha Halberstad et Mercedes Marro
- 2014 : Last Hijack de Tommy Pallotta et Femke Wolting[11]
- 2015 : Pekka. Inside the Mind of a School Shooter de Alexander Oey
- 2015 : Que viva Eisenstein! de Peter Greenaway[12]
- 2016 : Teenage Diary: Willem Bosch de  Samantha Williams
- 2016 : Teenage Diary Markoesa Hamer de Samantha Williams
- 2016 : That Hair! de  Bibi Fadlalla
- 2017 : The Wolves Of Mangotown de  Valerie Chang[13]
- 2017 : Word! de  Amos Mulder[14]
- 2017 : Ashes to Ashes de Steye Hallema, Jamille van Wijngaarden et Ingejan Ligthart Schenk[15]
- 2018 : A Cup Of Joe de  Samantha Williams
- 2018 : More Human Than Human de Femke Wolting et Tommy Pallotta[16]
- 2018 : American Jail de Roger Ross Williams
- 2022 : Apollo 10½ de Richard Linklater